# Brachysteleum lepidomitrium
Brachysteleum lepidomitrium là một loài rêu trong họ Ptychomitriaceae. Loài này được Müll. Hal. mô tả khoa học đầu tiên năm 1849.